# Броушей 197
Броушей 197 (англ. Brochet 197) — індіанська резервація в Канаді, у провінції Манітоба, у межах невключеної частини переписної області №23.

## Населення
За даними перепису 2016 року, індіанська резервація нараховувала 383 особи, показавши скорочення на 5,7%, порівняно з 2011-м роком. Середня густина населення становила 8,9 осіб/км².
З офіційних мов обидвома одночасно не володів жоден з жителів, тільки англійською — 375, а 5 — жодною з них. Усього 145 осіб вважали рідною мовою не одну з офіційних, з них 140 — одну з корінних мов.
Працездатне населення становило 37,3% усього населення, рівень безробіття — 31,6%.

## Клімат
Громада знаходиться у зоні, котра характеризується континентальним субарктичним кліматом. Найтепліший місяць — липень із середньою температурою 15.6 °C (60 °F). Найхолодніший місяць — січень, із середньою температурою -27.8 °С (-18 °F).
| Клімат Броушея          | Клімат Броушея | Клімат Броушея | Клімат Броушея | Клімат Броушея | Клімат Броушея | Клімат Броушея | Клімат Броушея | Клімат Броушея | Клімат Броушея | Клімат Броушея | Клімат Броушея | Клімат Броушея | Клімат Броушея |
| Показник                | Січ.           | Лют.           | Бер.           | Квіт.          | Трав.          | Черв.          | Лип.           | Серп.          | Вер.           | Жовт.          | Лист.          | Груд.          | Рік            |
| Абсолютний максимум, °C | 1              | 1              | 6              | 13             | 23             | 26             | 31             | 28             | 24             | 18             | 7              | 2              | 31             |
| Середній максимум, °C   | −22            | −18            | −9             | 0              | 7              | 16             | 20             | 18             | 10             | 3              | −8             | −18            | 0              |
| Середня температура, °C | −27            | −24            | −15            | −6             | 2              | 10             | 15             | 13             | 6              | 0              | −12            | −22            | 0              |
| Середній мінімум, °C    | −32            | −30            | −22            | −12            | −3             | 5              | 11             | 9              | 3              | −3             | −17            | −27            | −10            |
| Абсолютний мінімум, °C  | −50            | −47            | −45            | −36            | −23            | −5             | 3              | 1              | −7             | −22            | −41            | −45            | −50            |
| Норма опадів, мм        | 20             | 10             | 30             | 20             | 30             | 50             | 60             | 40             | 50             | 30             | 30             | 30             | 440            |
| Днів з дощем            | 3              | 1              | 4              | 3              | 4              | 5              | 6              | 5              | 6              | 5              | 4              | 4              | 52             |
| Вологість повітря, %    | 76             | 75             | 75             | 73             | 66             | 67             | 75             | 78             | 80             | 82             | 81             | 78             | 76             |
| ----------------------- | -------------- | -------------- | -------------- | -------------- | -------------- | -------------- | -------------- | -------------- | -------------- | -------------- | -------------- | -------------- | -------------- |
| Джерело: Weatherbase    |                |                |                |                |                |                |                |                |                |                |                |                |                |